# Henri L’Evêque

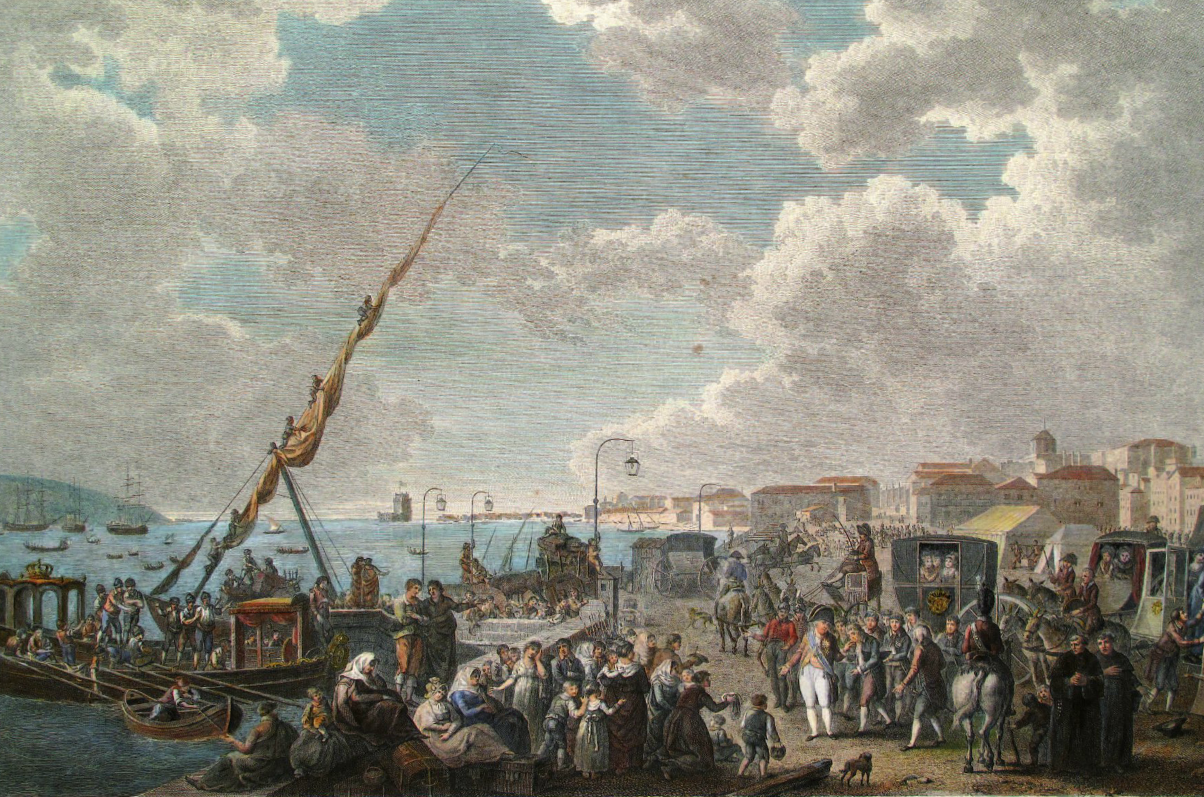
Abfahrt des britischen Prinzregenten von Portugal, Johann VI., nach Brasilien.

Henri L’Evêque (* 27. Dezember 1769 in Genf; † 25. April 1832 in Rom, andere Schreibweise Henry Levesque) war ein Schweizer Maler, Graveur und Radierer. Als ausgebildeter Graveur begleitete er Horace-Bénédict de Saussures mehrwöchige Expedition auf den Mont Blanc (Juli 1788) und veröffentlichte Gravuren dieser Unternehmung, und eines seiner Bilder, welches die Mont-Blanc-Besteiger zeigt, ähnelt sehr dem Motiv der 20-Franken-Note der 6. Serie.
Er eröffnete in Genf eine Werkstatt, in welcher er zusammen mit seinen Brüdern Jean Michel (* 1772) und Jean Abraham (* 1776) Emaille-Malerei unterrichtete.
Später wirkte L’Evêque in Portugal; auf Englisch ist unter dem Titel «Costume of Portugal» (1814) ein Werk über die höfischen Gepflogenheiten, die Trachten und die Bekleidungssitten Portugals entstanden. Von 1812 bis 1823 weilte er in England, wo er bis 1819 an der Royal Academy of Arts ausstellte. Die Prinzessin Charlotte Augusta von Wales ernannte ihn zu ihrem Emaille-Maler, und im Jahre 1819 zeichnete die Society of Arts ihn für seine Emaille-Malerei mit einer Silbermedaille aus.
Die Hauptwerke von Henri L’Evêque bestanden aus Landschaften, Emaille-Kopien von berühmten Werken, und Szenen in Wasserfarben. Von L’Evêque soll im Maidstone Museum & Bentlif Art Gallery ein Ölgemälde existieren.
L’Evêque kehrte schließlich im Jahr 1823 nach Genf zurück und verstarb am 25. April 1832 in Rom.